# Lancia Beta

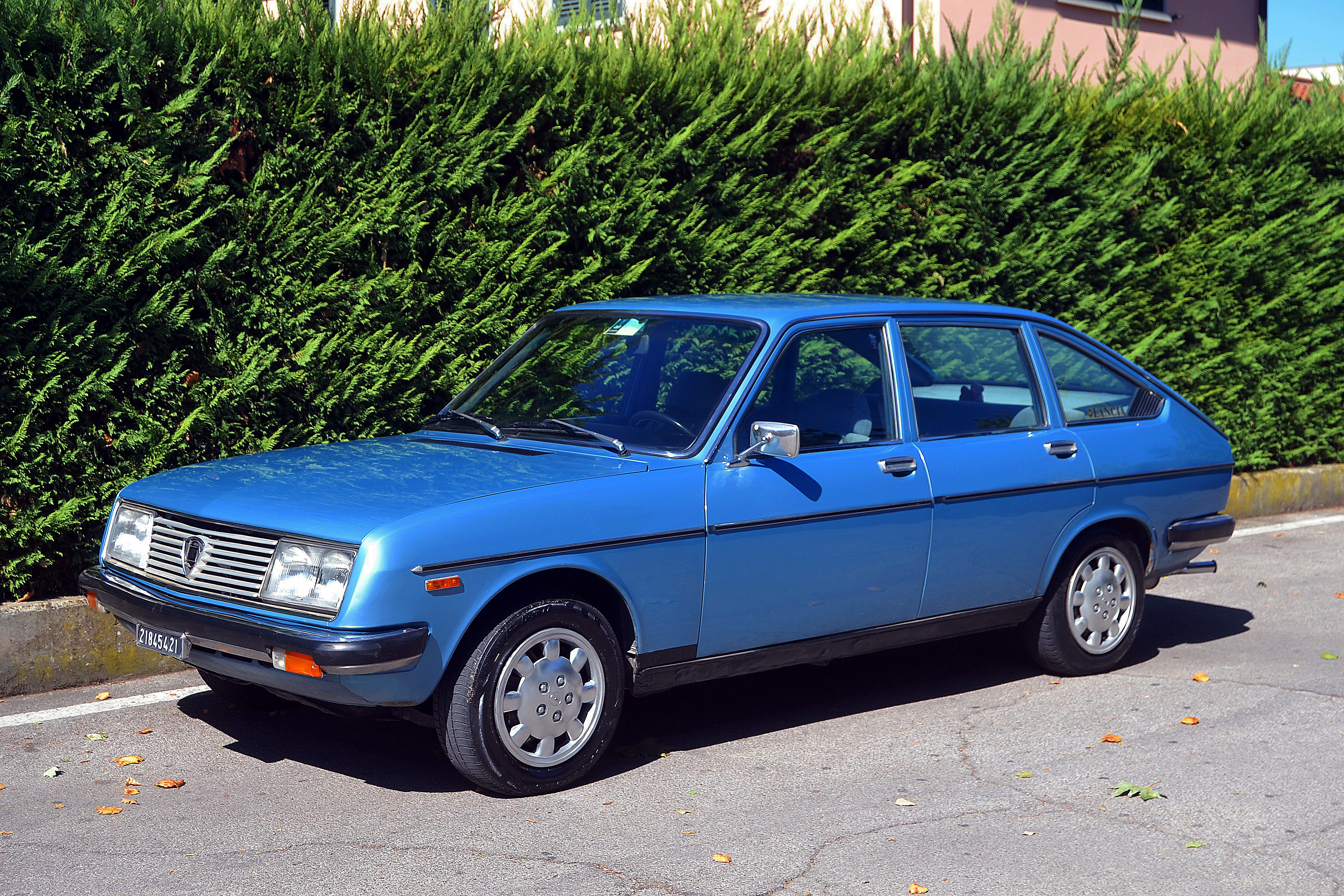
Lancia Beta Berlina

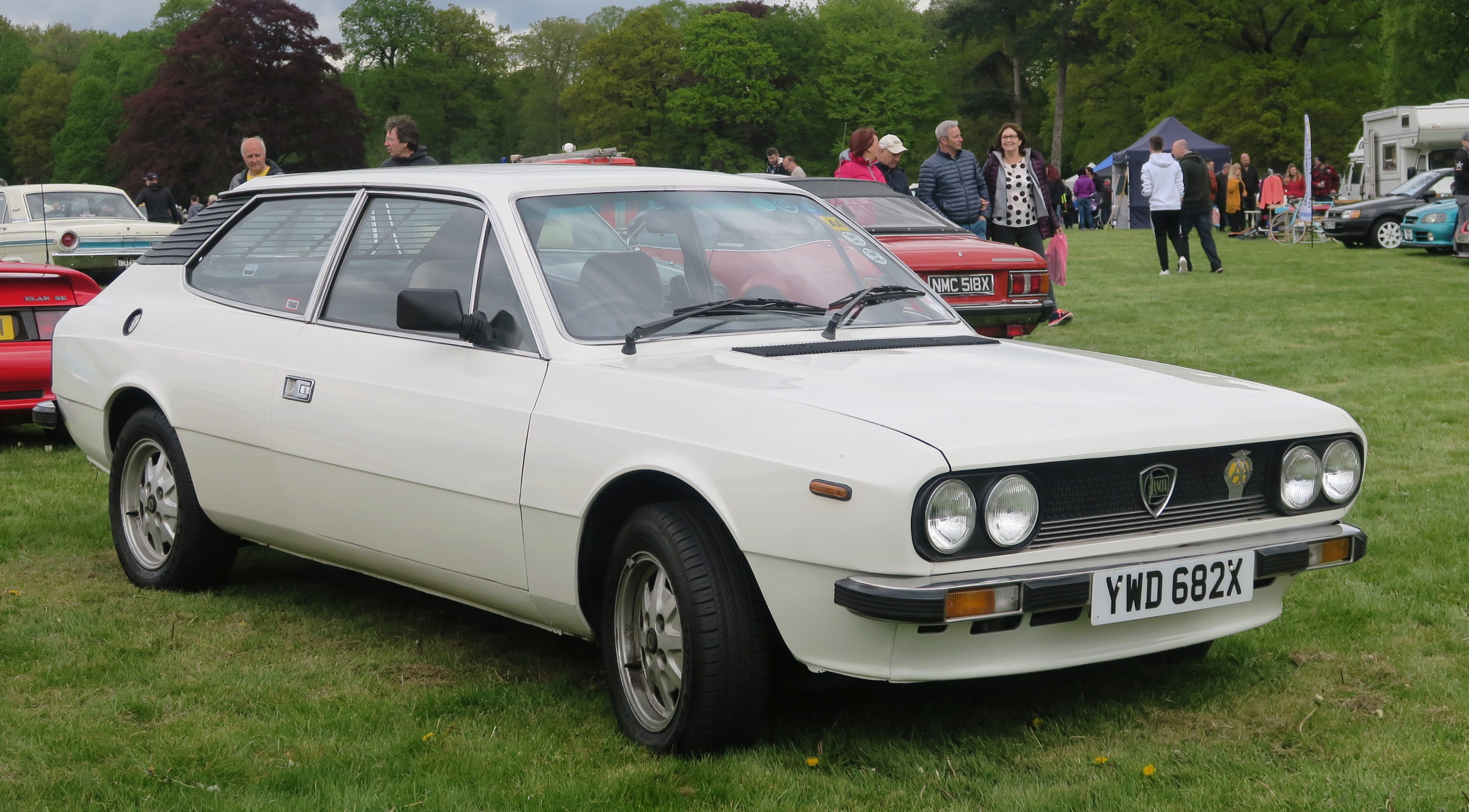
Lancia Beta HPE

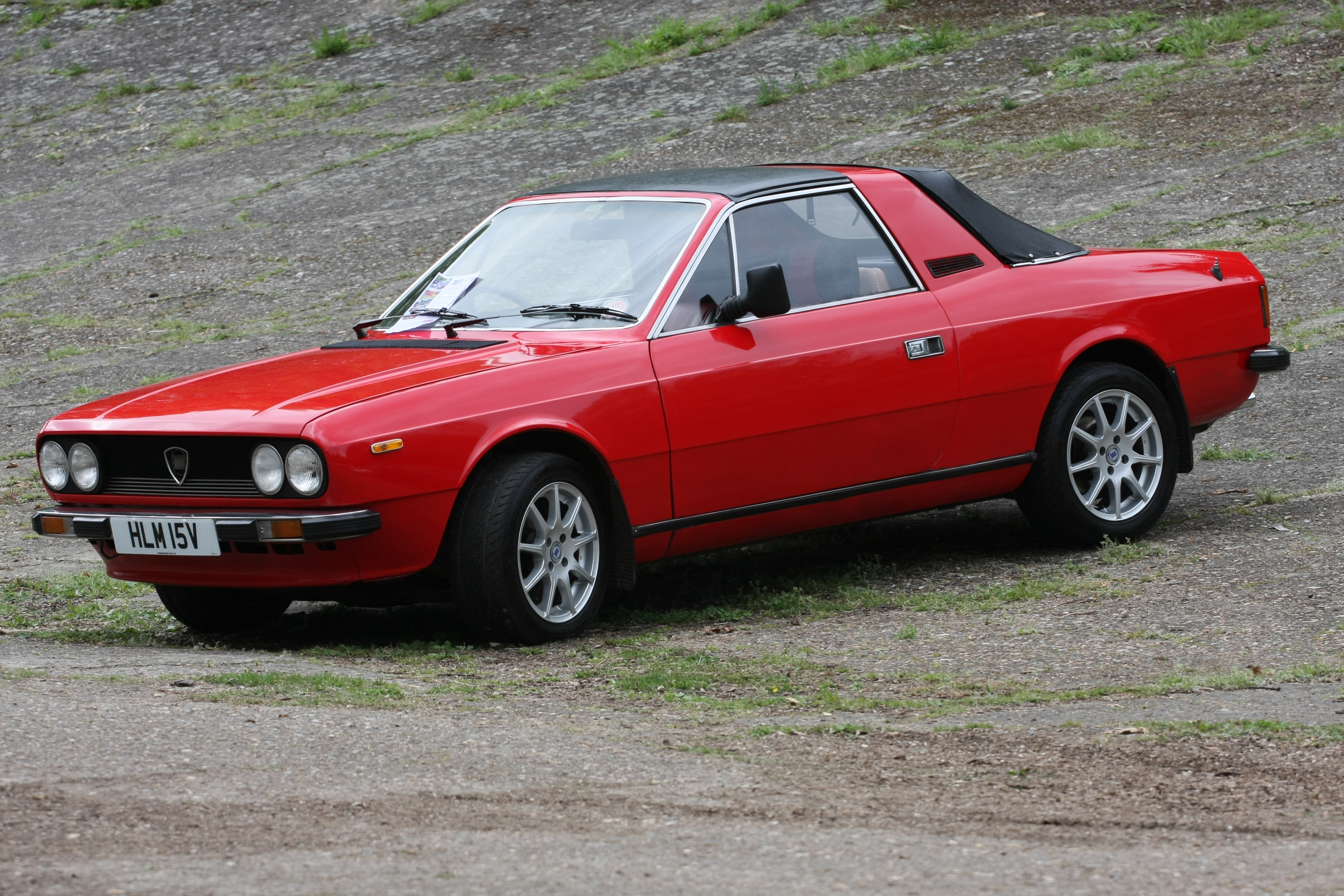
Lancia Beta Spider

Lancia Beta — легковий автомобіль, який виготовлявся Lancia з осені 1972 року до кінця 1984 року. Він був названий на честь другої літери грецького алфавіту як продовження номенклатури, використаної на початку історії компанії. Стандартною моделлю був седан-фастбек із чотирма дверима Beta Berlina. Інші види кузова були розроблені пізніше: Beta Coupé — дводверний хетчбек, Beta HPE — тридверний універсал, Beta Spider — кабріолет з дахом тарга, що вироблявся ательє Zagato, а Beta Trevi — чотиридверний седан. Spider та Trevi розроблені на базі Beta Berlina разом із Pininfarina. Двомісне середньомоторне купе було випущене під назвою Beta Montecarlo, що технічно мало спільного з родиною Beta.
Всього виготовлено 436 613 автомобілів.

## Двигуни
- 1.3 L I4
- 1.4 L I4
- 1.6 L I4
- 1.8 L I4
- 2.0 L I4
- 2.0 L I4 компресор